# 苏州市第九人民医院
苏州市第九人民医院（苏州大学附属苏州九院），是一家三级乙等综合医院。

## 历史
始建于1936年，前身是吴江县立医院。中华人民共和国成立后，更名为吴江县人民医院；
后依次更名为吴江市第一人民医院、吴江区第一人民医院。20
19年5月整体迁入太湖新城筹建新院区并更名为苏州市第九人民医院。
2020年11月17日，苏州大学附属苏州九院在苏州市第九人民医院揭牌。